# Пропп, Михаил Владимирович
Михаил Владимирович Пропп  (5 июня 1937, Ленинград — 18 июля 2018, Владивосток) — советский и российский гидробиолог, гидрохимик, пионер подводных исследований с помощью легководолазной техники в арктических и антарктических водах.

## Биография
Родился в семье известного филолога В. Я. Проппа.
В 1959 году окончил химический факультет ЛГУ им. А. А. Жданова. В 1960 году — заведующий лабораторией подводных методов исследований ММБИ в пос. Дальние Зеленцы). В 1961—1968 гг. провел исследования прибрежной зоны Баренцева моря, результаты которых легли в основу монографии «Экология прибрежных донных сообществ Мурманского побережья Баренцева моря (по материалам водолазных работ)». На основе монографии в 1968 г. защитил кандидатскую диссертацию. В 1965 году принял участие в 11-й антарктической экспедиции на дизель-электроходе «Обь» в качестве руководителя группы подводных исследований. Первые погружения проводились в районе станции «Мирный».
В 1973 г. переехал во Владивосток, где в Институте биологии моря возглавил лабораторию экспериментальной гидробиологии (до 1989 г.). В 1985 г. защитил докторскую диссертацию «Метаболизм прибрежных морских экосистем». Руководитель и участник многочисленных морских экспедиций. В 1990-х гг. работал в области изучения проницаемости песков прибрежных сообществ, предложил концепцию «песчаный грунт как биологический фильтр». В 2008 г. ушел на пенсию. Умер 18 июля 2018 года во Владивостоке.
Супруга — Луиза Николаевна Пропп (Асанова) (род. 6.02.1935), кандидат биологических наук, гидрохимик.
Сын — Андрей Михайлович Пропп (род. 1958).
Похоронен вместе с родителями на Северном кладбище Санкт-Петербурга.

## Труды
- Пропп М. В. С аквалангом в Антарктике. Л.: Гидрометеоиздат. 1968. 282 с.
- Пропп М. В. Экология прибрежных донных сообществ Мурманского побережья Баренцева моря (по материалам водолазных работ). Л.: Наука. 1971. 128 с.
- Д. В. Наумов, М. В. Пропп, С. Н. Рыбаков. Мир кораллов. Л.: Гидрометеоиздат, 1985. 359 с.: ил.
- Пропп М. В. В глубинах пяти океанов. Л.: Гидрометеоиздат. 1991. 256 с.